# Vercelli (stad)
Vercelli is een Italiaanse stad in de regio Piëmont, hoofdstad van de gelijknamige provincie, ongeveer halverwege Turijn en Milaan, zo'n 100 kilometer van beide plaatsen verwijderd. Deze plaats in de vruchtbare Povlakte is al sinds de prehistorie bewoond. 
De Romeinen gaven het de naam Vercellae. In het jaar 101 v.Chr. versloegen de Romeinen de invallende Cimbren in de Slag bij Vercellae, ook Slag van Raudine genoemd. In de derde eeuw werd de stad een bisdom met Eusebius als eerste bisschop. Hij is nu de beschermheilige van de Piëmontese stad.
Het stadscentrum is goed bewaard gebleven. De 13de-eeuwse basiliek Sant'Andrea is het belangrijkste monument van de stad. Het Piazza Cavour, met zijn terrassen, is het hart van de stad. Twee andere interessante bouwwerken zijn de enorme 16de-eeuwse kathedraal en de 19de-eeuwse synagoge.
Rondom de stad liggen vele rijstvelden waar de overbekende arborio verbouwd wordt. Vanwege deze ligging wordt Vercelli wel de Rijsthoofdstad van Italië genoemd. De velden zijn vooral in het voorjaar fraai als deze vol water staan.

## Sport
Pro Vercelli, de voetbalclub uit deze plaats, werd zeven keer Italiaans kampioen.

## Geboren te Vercelli
- Mercurino di Gattinara (1465-1530), humanist, jurist, kardinaal
- Il Sodoma (1477-1549), schilder
- Pietro Berra (1879-1976), componist en dirigent
- Eusebio Castigliano (1921-1949), voetballer
- Domenico Marocchino (1957), voetballer
- Giovanni Pellielo (1970), schutter
- Moise Kean (2000), voetballer

## Foto's

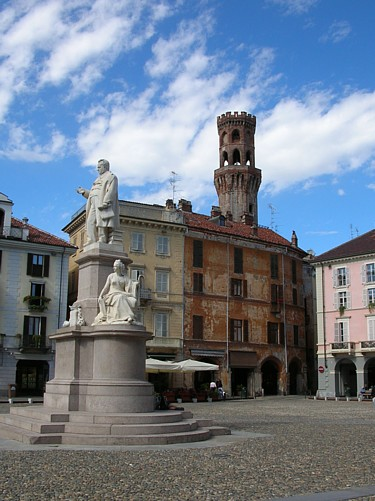
Piazza Cavour
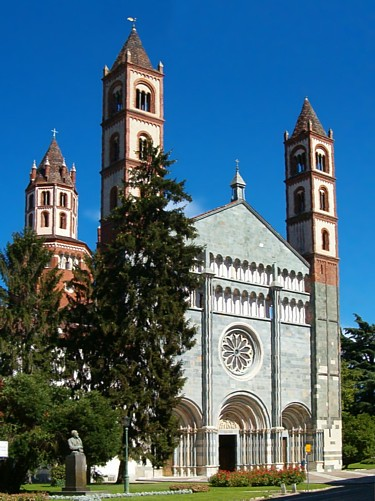
Basilica Sant'Andrea
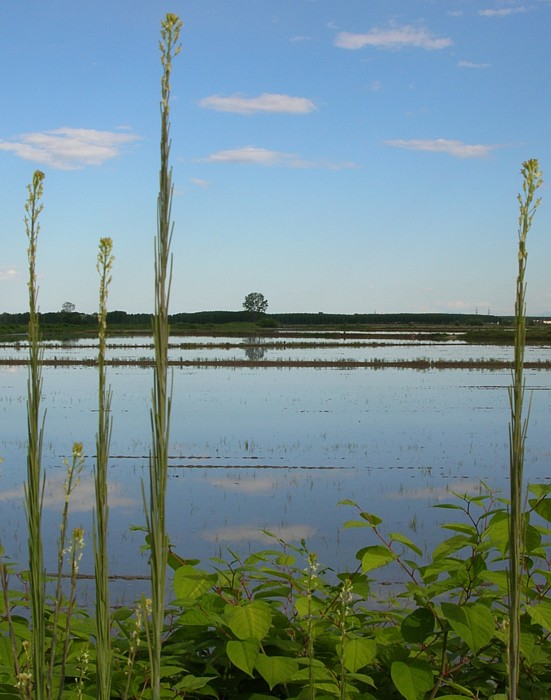
Rijstvelden